# Policía Federal Ministerial
La Policía Federal Ministerial (PFM) fue la oficina que administraba a la Policía Federal de Investigación de la Fiscalía General de la República (FGR) que a la vez, sustituyó a la Agencia Federal de Investigación (AFI). Entró en proceso de desaparición, tras la reforma al artículo 102 Constitución Política de los Estados Unidos Mexicanos en el que se convirtió a la Procuraduría General de la República en la Fiscalía General de la República, un órgano autónomo del Estado mexicano. 
La Policía Federal Ministerial se convirtió en la Policía de Investigación Federal, bajo el encargo de la Coordinación de Métodos de Investigación, que auxilia a la Fiscalía, luego de publicado en el Diario Oficial de la Federación el Reglamento de la Ley Orgánica de la Fiscalía General de la República.

## Antecedentes
La Policía Federal Ministerial tiene su origen en la Dirección General de Planeación y Operación de la Policía Judicial Federal, y por lo mismo tiene una doble naturaleza. Por un lado, el Congreso de la Unión, a través de la Ley Orgánica de la Procuraduría General de la República maneja el concepto de policía y por el otro, el Ejecutivo, a través del reglamento de la ley orgánica maneja el concepto de la oficina que se encarga de administrar dicha policía.
Por ello, cuando en 2001 se reformó el reglamento de 1996, la Policía Judicial Federal quedó adscrita a la Agencia Federal de Investigación. Y cuando el congreso emitió una nueva ley orgánica, publicada el 27 de diciembre de 2002, que creó la Policía Federal Investigadora, ésta nueva corporación policial integró la AFI.
Durante el gobierno del presidente Felipe Calderón se reformó el sistema policial de la República como parte de la Estrategia Nacional de Combate a la Delincuencia. En principio, se puso bajo un solo mando, con Ardelio Vargaso Fosado, tanto a la Agencia Federal de Investigación como la Policía Federal Preventiva para formar una sola «Policía Federal». Este esquema operó por cerca de dos años hasta que el Congreso de la Unión dio marcha atrás a esta iniciativa: por un lado, le otorgó facultades de investigación a una nueva Policía Federal y transformó con una nueva ley orgánica de la PGR, publicada el 29 de mayo de 2009, a la Policía Federal Investigadora en la Policía Federal Ministerial.
En un principio la nueva Policía Federal Ministerial se mantuvo como parte de la oficina de la AFI, y será hasta el 23 jul. 2012 en que se publica un nuevo reglamento de la PGR en que se crea la oficina de la Policía Federal Ministerial que sustituye a la de la AFI. Al año siguiente, el procurador Jesús Murillo Karam, creó la Agencia de Investigación Criminal como una nueva oficina que incorporó a la Policía Federal Ministerial entre otras áreas de la Procuraduría.
Ante el protagonismo de la Policía Federal, en su carácter de policía investigadora de delitos, la Policía Federal Ministerial se maneja con bajo perfil, conociéndose sus actuaciones por la dependencia a la que pertenece.
Con la transformación de la Procuraduría en la Fiscalía General de la República (FGR) el 17 de diciembre de 2018 como un órgano autónomo del Estado Mexicano, y el nombramiento de su primer fiscal el 18 de febrero de 2019, se instaló una nueva oficina, la Coordinación de Métodos de Investigación el 1º de marzo de 2019, que en tanto se expide el nuevo reglamento de la Ley Orgánica de la FGR, incorporará tanto a la Agencia de Investigación Criminal como a la Policía Federal Ministerial.